# جان کبل
جان کبل (به انگلیسی: John Keeble) (زاده ۶ ژوئیه ۱۹۵۹) موسیقیدان انگلیسی است.
او عضو گروه اسپاندئو بالت است.